# بوز، ازبکستان
بوز (به ازبکی: Boʻz) یک منطقهٔ مسکونی در ازبکستان است که در شهرستان بوستان واقع شده‌است. بوز ۹٬۲۹۴ نفر جمعیت دارد.